# Mike te Wierik
Mike te Wierik (Hengevelde, 8 de junio de 1992) es un futbolista neerlandés que juega de defensa en el Heracles Almelo de la Eredivisie.

## Clubes
| Club               | País         | Año       |
| ------------------ | ------------ | --------- |
| Heracles Almelo    | Países Bajos | 2010-2017 |
| F. C. Groningen    | Países Bajos | 2017-2020 |
| Derby County F. C. | Inglaterra   | 2020-2021 |
| F. C. Groningen    | Países Bajos | 2021-2023 |
| F. C. Emmen        | Países Bajos | 2023-2025 |
| Heracles Almelo    | Países Bajos | 2025-     |